# 葉景葵
葉景葵（1874年—1949年），字揆初，號卷盫，別稱存晦居士，浙江省杭州府仁和縣人，寄籍上海。中國近代實業家，藏書家。民國財政、金融界人物。

## 生平
生於同治十三年（1874年），16歲為生員。光緒二十年（1894年）中舉人。光緒二十四年（1898年）入京會試期間，受維新運動影響，思想轉變，進入張元濟創辦之通藝學堂，學習英文、數學。光緒二十九年（1903年），中式癸卯科二甲第40名進士。授陝西候補知府。自願赴長沙，入湖南巡撫趙爾巽幕下，掌理財政、商礦、教育文案。光緒三十一年（1905年），隨趙爾巽至瀋陽，任財政總局會辦，因功保升道員。兩年後罷職，前往上海。宣統三年（1911年），任大清銀行正監督。
民國肇建，任漢冶萍公司經理，倡議國有。民國三年（1914年），浙江興業銀行改制獨立，當選董事長，為中國公司董事長之始。
民國三十八年（1949年）4月逝世，年76歲。

## 藏書
葉景葵自弱冠即好藏書，藏書所號「卷盦」，先後收得吳昌綬、鄧邦述、宗舜年、沈曾植、曹元忠 (資政院)等人舊藏。民國二十八年（1939年）5月，與張元濟、陳陶遺等在上海創設合眾圖書館，並捐出若干私藏以充實。1949年後，改名上海市歷史文獻圖書館。其藏書印有《景葵所得善本》、《景葵秘籍印》、《卷盦六十六以後所收書》、《杭州葉氏藏》、《杭州葉氏藏書》、《武林葉氏藏書印》、《合眾圖書館藏書印》等。

## 著作
- 《卷盦書目》

## 相關書目
- 《叶景葵文集》（上、中、下三册），上海科學技術文獻出版社，2016年8月